# Финн Харпс
«Финн Харпс» (англ. Finn Harps Football Club; ирл. Cumann Peile Chláirsigh na Finne) — ирландский футбольный клуб из Баллибофи (всего 5000 жителей).

## История
Клуб основан в 1954 году, с 1969 года играет в чемпионате Ирландии. Домашние матчи проводит на стадионе «Финн Парк». Наивысшими достижениями клуба являются победа в Кубке Ирландии в сезоне-1973/74 и победа в Первом дивизионе в 2004 году.